# Pogled
Pogled es un pueblo ubicado en la municipalidad de Arilje, en el distrito de Zlatibor, Serbia.

## Superficie
Posee una superficie de 4,153 kilómetros cuadrados.

## Demografía
Hasta 2011 la población era de 659 habitantes, con una densidad de población de 158,7 habitantes por kilómetro cuadrado.